# Amadis (Massenet)
Amadis är en fransk opera (opéra légendaire) i fyra akter med musik av Jules Massenet och libretto av Jules Claretie efter  Garci Rodríguez de Montalvos riddarroman Los quatros libros del virtuoso cavallero Amadis de Gaula (ca 1492).
Massenet började komponera operan redan 1889 men la arbetet åt sidan och återupptog det först 1901-02, för att slutligen genomföra arbetet 1911. Amadis hade premiär den 1 april 1922 på Opéra de Monte-Carlo, tio år efter Massenets död.
Handlingen rör sig kring två tvillingbröder som åtskildes vid födseln. När de i vuxen ålder möts blir de förälskade i samma kvinna, Floriane som är dotter till kungen av Bretagne. Utan att veta om släktskapet börjar de strida och den ena brodern, Amadis som Floriane föredrar, dödar sin rival Galaor. Först då inser han vem har dödat, när han upptäcker en magisk juvel runt broderns hals, samma juvel som han själv bär.